# Maria-Lubomirska-Radziwiłłowa-Palast

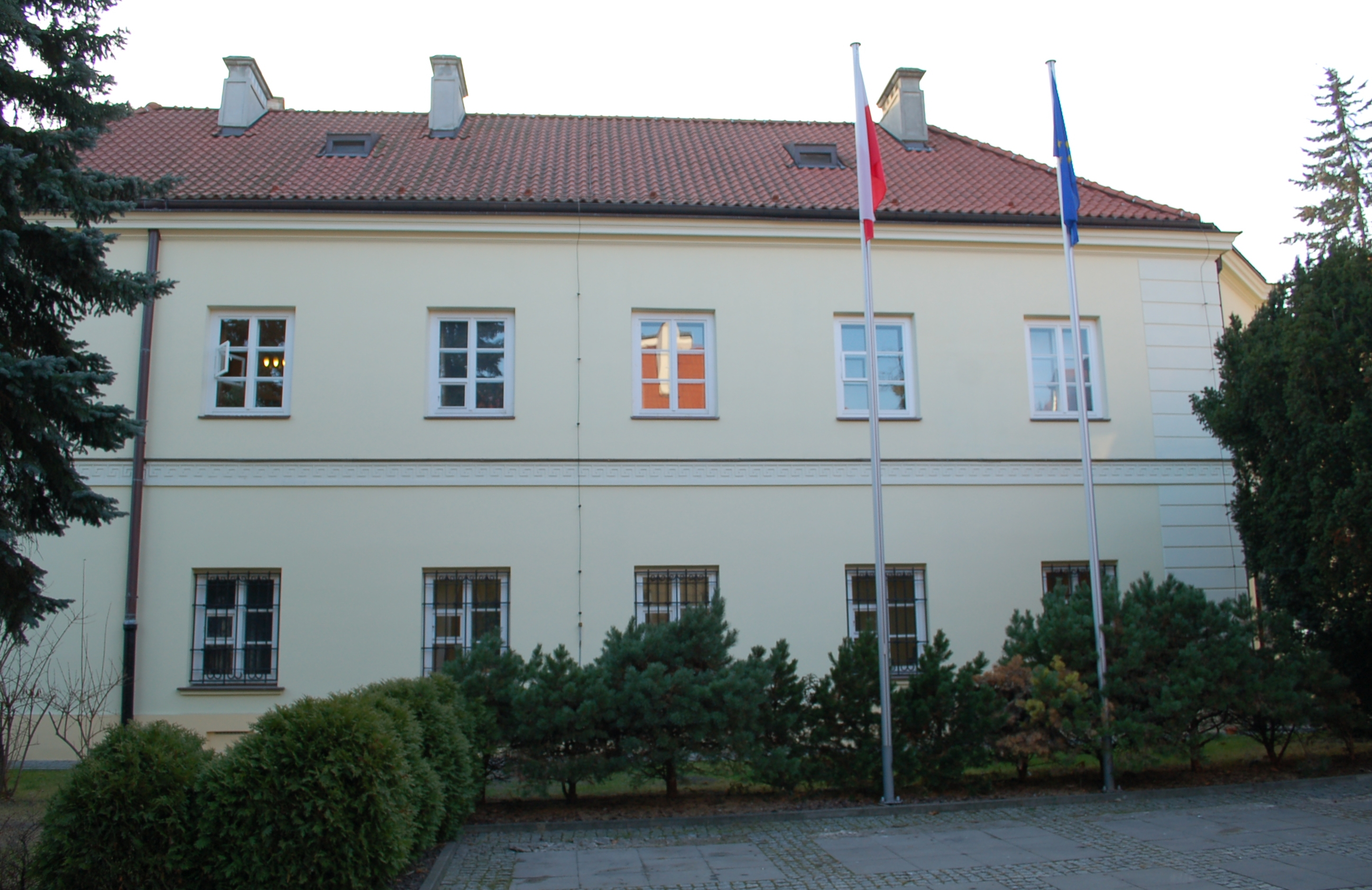
Das linke (westliche) Nebengebäude kurz nach seiner Renovierung im Jahr 2011

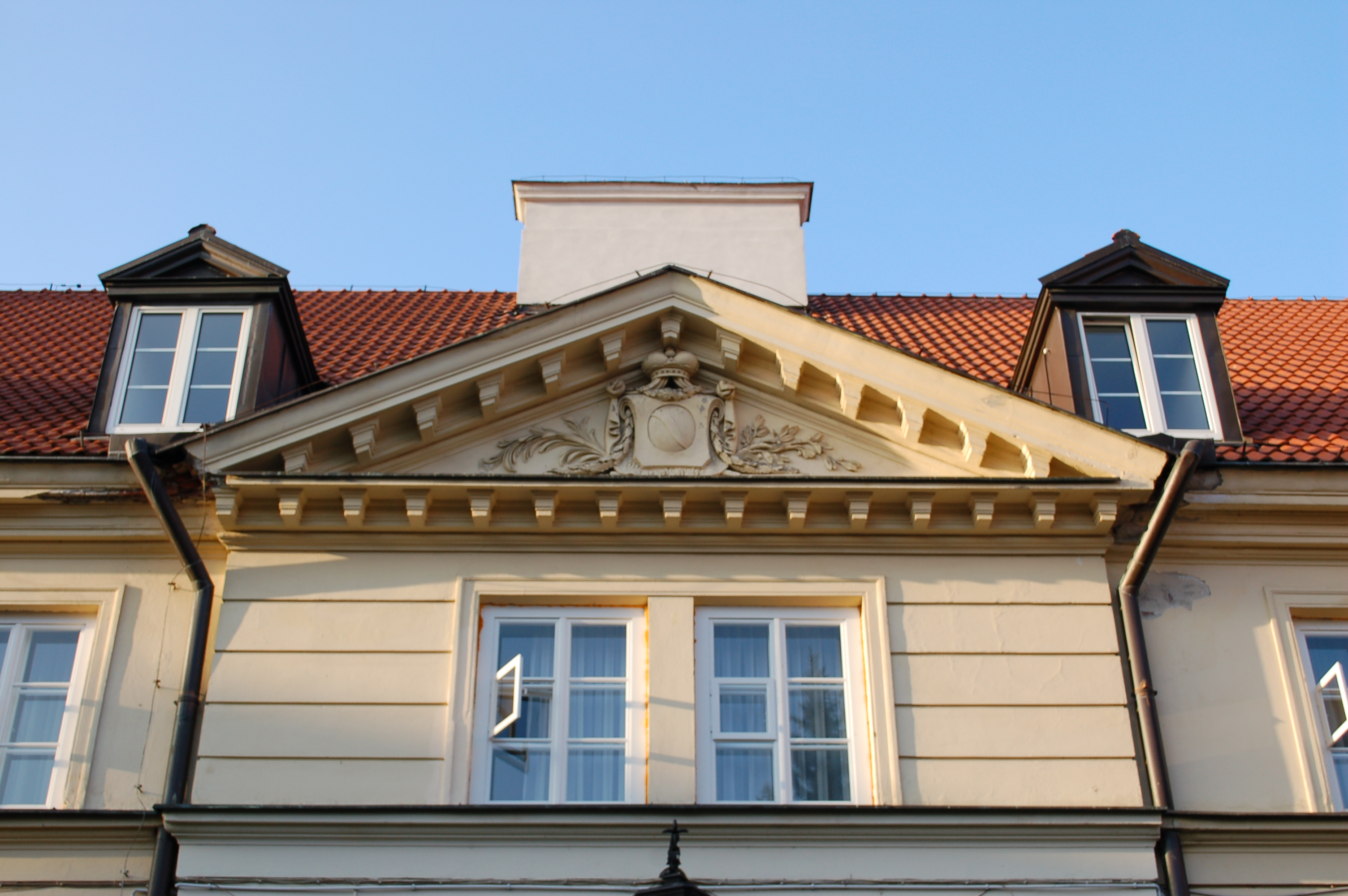
Der Dreiecksgiebel des Mittelrisalits vor dem – nach dem Krieg – ausgebauten Dachgeschoss

Der Maria-Lubomirska-Radziwiłłowa-Palast (auch Lubomirska-Radziwiłłowa-Palast oder Dąbrowski-Palast genannt, poln.: Pałacyk Marii z Lubomirskich Radziwiłłowej, Pałac Marii Radziwiłłowej oder Pałac Dąbrowskiego) an der Ulica Długa 26 im Warschauer Innenstadtbezirk ist eine im ausgehenden 18. Jahrhundert errichtete Magnatenresidenz, die heute unter Denkmalschutz (Reg.Nr. 80) steht und von der Polnischen Akademie der Wissenschaften genutzt wird.

## Geschichte
In der ersten Hälfte des 17. Jahrhunderts gehörte das Grundstück, auf dem sich heute der Palast befindet, der wohlhabenden Warschauer Familie Baryczka. Um 1670 war es Teil des Besitzes von Franciszek Kazimierz Pląskowski. Vermutlich unter ihm wurde ein hier vorher stehendes Holzgebäude durch ein großzügiges, gemauertes Herrenhaus ersetzt, das in den 1680er Jahren an den litauischen Großkanzler Krzysztof Pac fiel. Bis in das späte achtzehnte Jahrhundert wurde das Gebäude als Pac-Palast bezeichnet, obwohl es nur bis 1719 im Besitz der Familie blieb. Ab dann war Jan Michał Dąbrowski Eigentümer, der Baumaßnahmen durchführte, bis es 1737 Kazimierz Dąmbski, ein Woiwode aus Sieradz, übernahm. Eine Ansicht des damaligen Palastes ist auf der Bordüre des Warschauer Stadplans von Pierre Ricaud de Tirregaille aus dem Jahre 1762 erhalten. Das von der Straßenbebauung zurückgesetzte, freistehende, eingeschossige barocke Gebäude stand – wie damals üblich – „entre cour et jardin“; es verfügte also über einen gepflasterten Vorhof (Ehrenhof) und den hinter dem Gebäude liegenden Garten.

### Prinzessin Maria Radziwiłłowa
1764 kaufte die Prinzessin Maria Radziwiłłowa, geb. Lubomirska den Palast und begann umgehend mit einer grundlegenden Instandsetzung, die vor allem die Innenausstattung betraf. Aus dieser Zeit stammen die Säulen und die darauf platzierten Sandstein-Putten (der ausführende Künstler könnte Jan Chryzostom Redler gewesen sein) des Zufahrtstores zum Hof. Von 1777 bis 1790 wurde der Bau dann erheblich erweitert. Er wurde um ein Stockwerk erhöht und mit einem Mittelrisalit ausgestattet. Auch die zum Garten liegende Fassade wurde baulich aufgewertet. Als Ergebnis entstand ein kompakter, klassizistischer Palast mit zwei großen, unverbundenen Nebengebäuden, die den Ehrenhof einfassen. Als Architekt dieser Umbaumaßnahmen wird Stanisław Zawadzki vermutet. Ein im Giebeldreieck des Mittelrisalits befindliches Tympanon zeigt ein von der Familie Lubomirski genutztes Wappen (die „Szreniawa“).

### 19. Jahrhundert
Nach dem Tod von Maria Radziwiłłowa im Jahr 1795 wechselte das Anwesen mehrfach den Besitzer. 1804 erwarb der Konditor Antoni Baldi den Palast, um ihn zu vermieten. Unter ihm und seinen Nachfolgern (Ignacy Korwin Kochanowski, Wojciech Sommer, Louis Naimski, Aleksander Scheller und Xavier Głodziński) wurde der Palast äußerlich nicht mehr erheblich verändert, verlor aber im Laufe der Jahre seinen Charakter und Charme, da in ihm zunehmend kleinere Wohnungen und Büros eingerichtet wurden. Ab 1827 hatten hier (teilweise) auch Behörden ihren Sitz. 1915 erwarb ihn die Familie Kahan.

### Krieg und Nachkriegszeit
Der Palast wurde während des Warschauer Aufstands im Zweiten Weltkrieg zerstört. Nur Teile der vorderen Fassade, des Erdgeschosses und Teile der Tordekorationen blieben erhalten. Zu Beginn der 1950er Jahre wurde er wieder aufgebaut; nach unterschiedlichen Quellen unter der Leitung von Anna Boye-Guerquin bzw. der Architektengruppe Jerzy Brabander/Mieczysław Kuzma/Zygmunt Kropisza. Nach dem Wiederaufbau nahm das Institut für Kunst der Polnischen Akademie der Wissenschaften hier seinen Hauptsitz.